# Stockholms sjukvårdsregion
Stockholms sjukvårdsregion är en sjukvårdsregion som omfattar Stockholms och Gotlands län. Befolkningen inom regionen uppgår till 2 536 166 (2025-03-31) invånare. Regionsjukhus är Karolinska universitetssjukhuset i Stockholm.

## Medlemmar
Stockholms sjukvårdsregion leds av Samverkansnämnden Stockholm-Gotland där sjukvårdshuvudmännen Region Stockholm och Region Gotland samverkar i gemensamma frågor.

## Stockholm-Gotlands medicinska råd
Stockholm-Gotlands medicinska råd (SGMR) samordnar sjukvårdsregion Stockholm-Gotlands arbete med kunskapsstyrning inom ramen för det nationella gemensamma systemet för kunskapsstyrning. SGMR startade i september 2019 och ersatte då det regionala rådet Stockholms medicinska råd. SGMR ledamöter utgörs av de 26  ordföranden från de regionala programområdena, samt ordföranden för regionala samverkansgruppen Patientsäkerhet och representant för Metoder för kunskapsstöd. Även representanter från hälso- och sjukvårdsförvaltningen, Karolinska Institutet, omvårdnadsansvarig vårdsak och Region Stockholms läkemedelskommitté ingår i det medicinska rådet. SGMRs arbete hålls samman av Sakkunnigkansliet vid Hälso- och sjukvårdsförvaltningen i Regions Stockholm och leds 2021 av ordförande Ameli Norling, Stockholm, samt vice-ordförande Thomas Kunze, Gotland.
Stockholm-Gotlands regionala programområden (RPO) genomför varje år en översiktlig lägesanalys av hela sitt område. Den innehåller exempelvis nationella programområdens insatsområden, översiktligt resultat av samtliga berörda patientgrupper, trender, patientgruppers åsikter, nya läkemedel eller medicinteknik. Slutsatserna av lägesanalysen leder till RPO:s prioritering av mål och insatsområden, analys och uppföljningsområden och övriga aktiviteter för kommande år. Ett Mål och insatsområde utgör ett område där det finns oönskad variation och ojämlik vård utifrån God vård-begreppen. Området kommer vara prioriterat av RPO över flera år för att uppnå förbättrade resultat för patienterna. Det finns övergripande mål och delmål för området, samt i de flesta fall utfallsmått och processmått som underlag för uppföljning. RPO driver, leder och följer upp arbetet regionalt men insatserna är något som hela vården ska arbeta med. Mål och insatsområdena fastställs politiskt i region Stockholm i Vårdens Kunskapsstyrningsnämnd. 
| Karolinska universitetssjukhuset i Solna kommun. |  | Karolinska universitetssjukhuset i Huddinge kommun. |
| Karolinska universitetssjukhuset i Solna kommun. |  | Karolinska universitetssjukhuset i Huddinge kommun. |